# Mockbuster
Um mockbuster (também conhecido como knockbuster ou drafting opportunity) é um filme criado para explorar a publicidade de outro grande filme com um título ou assunto semelhante. Mockbusters geralmente são feitos com baixo orçamento e tem uma produção rápida para maximizar os lucros. Ao contrário dos filmes produzidos para capitalizar a popularidade de um lançamento recente, adotando gênero ou elementos de narrativa semelhantes, os mockbusters geralmente são produzidos simultaneamente e lançados bem próximos aos filmes reais/tradicionais diretamente em vídeo. Um mockbuster pode ser semelhante o suficiente em título e/ou embalagem para que os consumidores o confundam com o filme real que ele imita, mas seus produtores afirmam que estão simplesmente oferecendo produtos adicionais para consumidores que desejam assistir a mais filmes nos mesmos subgêneros.